# Colonial Ammunition Company

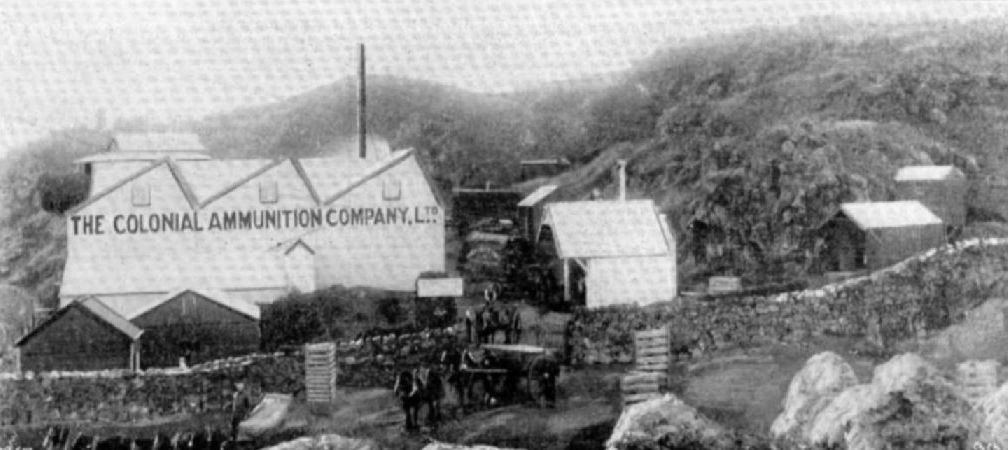
Vue de l'usine d'Auckland de la Colonial Ammunition Company

La Colonial Ammunition Company (CAC) est un fabricant de munitions d'Auckland, en Nouvelle-Zélande. Son prédécesseur, Whitney & Sons, est créé par John Whitney (en) avec l'encouragement du gouvernement en 1885, au moment de l'incident du Panjdeh. Whitney recrute ensuite des investisseurs pour agrandir son usine en 1888. Les autres actionnaires sont MM. Greenwood et Batley, de Leeds (propriétaires de la société de cartouches Greenwood & Batley), T. Hall, de Mount Morgan, J. D'Arcey, capitaine de Lusada, R.N., J. Clarke, et T.Y. Cartwright, de Notts. Ils forment la Colonial Ammunition Company, le premier fabricant de munitions en Australasie.
Les composants sont fabriqués en Nouvelle-Zélande et en Australie, expédiés en Angleterre, puis assemblés dans l'usine de Greenwood & Batley à Leeds. Les cartouches finies sont ensuite renvoyées en Australie et en Nouvelle-Zélande pour y être vendues. L'entreprise se développe dans d'autres directions à partir de 1925.

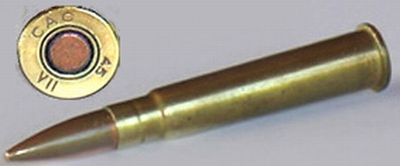
Cartouche .303 British (Mk VII) FMJ, fabriquée par CAC en 1945

Pendant la Seconde Guerre mondiale, elle est le seul fabricant industriel de munitions de Nouvelle-Zélande (ayant temporairement augmenté ses effectifs de 230 à 900 personnes), la production dans des pays comme l'Australie ayant depuis longtemps dépassé la petite taille du marché néo-zélandais des munitions,,.

## Histoire

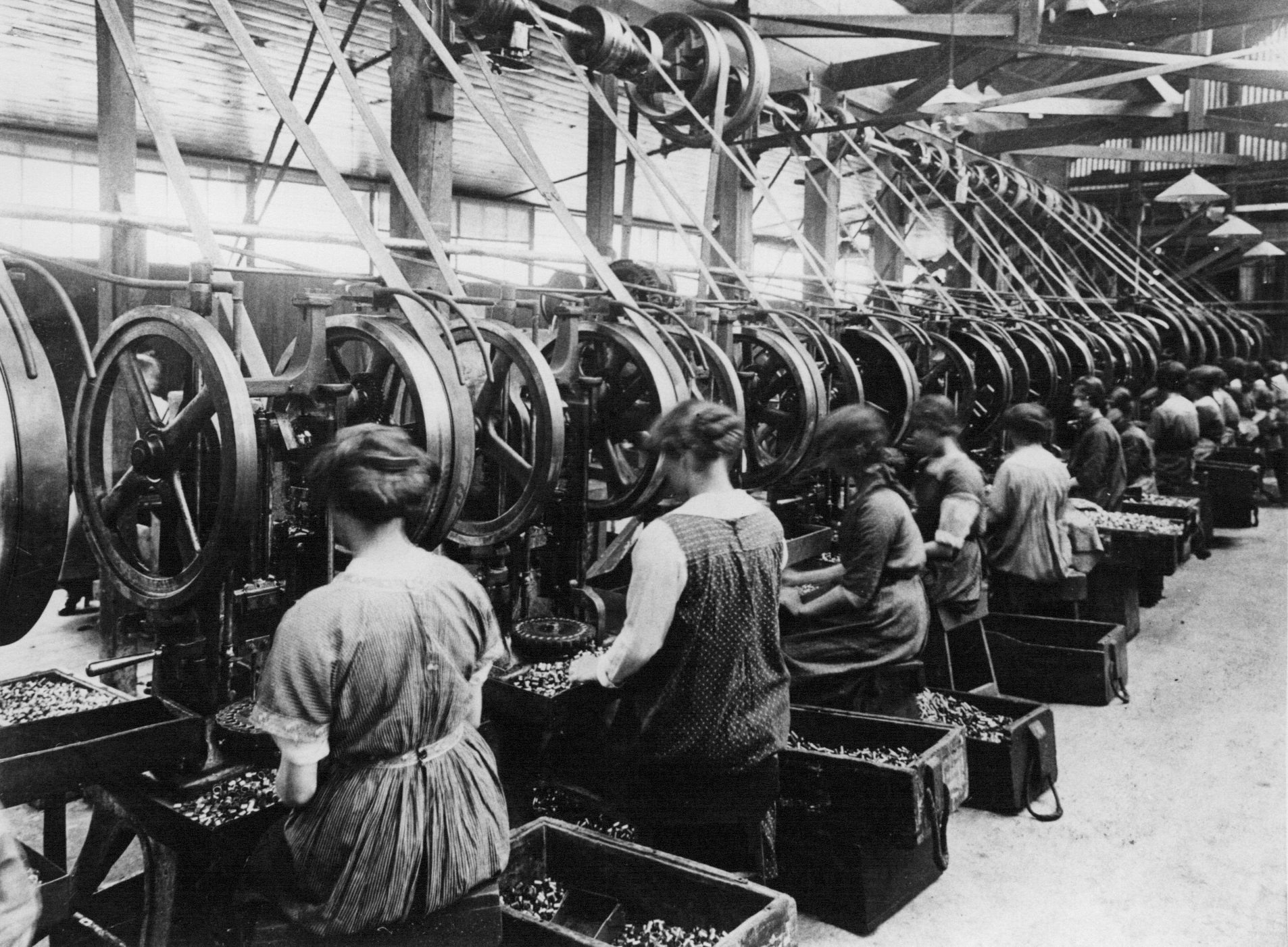
Femmes travaillant dans les installations de la Colonial Ammunition Company à Mount Eden pendant la Première Guerre mondiale

Le major John Whitney (en) crée une entreprise de munitions avec l'armurier William Hazard ; cependant, l'entreprise échoue et Whitney se retrouve endetté. Whitney crée alors sa propre entreprise, Whitney & Sons, la même année. Cette entreprise est basée sur un site de 4 hectares sur les pentes du Mont Eden et est la première usine produisant des munitions en Australasie. L'entreprise connaît le succès et est rebaptisée « Colonial Ammunition Company » en 1888. Le bâtiment emploie initialement des enfants, mais cette pratique est interdite par la loi sur les usines de 1891. Whitney embauche ensuite principalement des femmes.
La Colonial Ammunition Company commence à sortir de la production de munitions en 1925 lorsqu'elle se lance dans la production de bouchons de bouteilles à scellés en couronne. Dans les années 1950, elle se lance dans la production de produits cosmétiques et de feuilles d'aluminium. L'acquisition de RodField Woollens en 1954 et de Meredith Bros en 1961 renforce la diversification des produits.
En juin 1942, une partie de la fabrication de munitions est transférée à Hamilton. Cette production revient à Mount Eden après la fin de la guerre. Dans les années 1960, l'entreprise est rachetée par Holeproof Industries, qui l'a vend à Imperial Chemical Industries en 1965. Elle ferme finalement ses portes en 1982. Deux bâtiments de la Colonial Ammunition Company subsistent : un bâtiment en pierre bleue au 26 Normanby Road et les bureaux de la Colonial Ammunition Company au 49 Normanby Road. Ce dernier est classé dans la catégorie I par Heritage New Zealand.

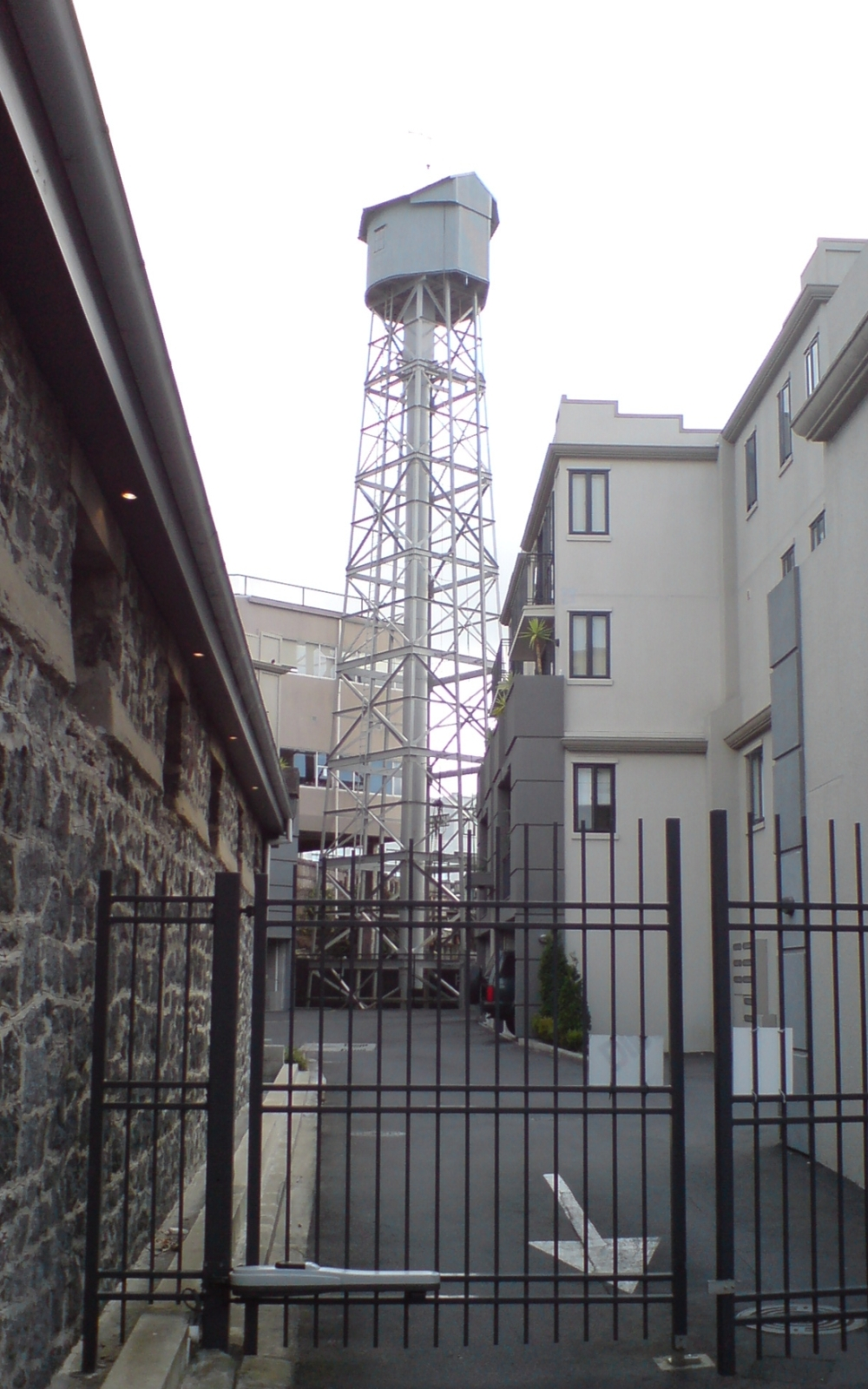
La, avec le bâtiment en pierre bleue à gauche.

## Tour à plomb
En 1914, l'entreprise construit une tour à plomb (en) à ossature métallique d'une hauteur de 30 mètres pour la fabrication de grenaille de plomb. Utilisés dans les cartouches de fusils de chasse néo-zélandais, ils étaient auparavant importés, principalement du Royaume-Uni. La tour est érigée par les forgerons locaux de W. Wilson and Company, et exploitée à l'origine par M. Lylie et ses deux filles (qui fournissaient auparavant à CAC des quantités limitées de grenaille en provenance de Nelson). La tour pouvait produire jusqu'à 1 000 tonnes de grenaille par an. Elle reste rentable jusqu'à la fin de la Seconde Guerre mondiale, car elle permet à l'entreprise de maintenir des niveaux de production élevés après la baisse des besoins en munitions militaires. La tour est la seule tour à plomb du XXe siècle en Australasie, et la seule tour à plomb restante en Nouvelle-Zélande. La CAC quitte les lieux au début des années 1980. La tour est classée comme bâtiment de catégorie I (en) par Heritage New Zealand. Elle est démolie en 2023, car on craignait qu'elle ne s'effondre à cause du cyclone Gabrielle (en),.
Après l'entrée de l'Empire japonais dans la Seconde Guerre mondiale, on craint que le site de Mount Eden ne soit trop exposé à une attaque côtière. C'est pourquoi la production de munitions est transférée à Hamilton. Après le transfert des équipements, la construction de bâtiments et la fabrication sur un site de Dey Street, la production commence en juin 1942. L'installation est fermée après la fin de la guerre et l'équipement et la production sont transférés à nouveau à Mount Eden.

## Usine australienne
Une usine est construite en 1888 en Australie, à Footscray (en), dans l'État de Victoria. Elle est fondée par le capitaine John Whitney de CAC New Zealand dans le cadre d'une coentreprise avec plusieurs partenaires anglais et constitue une entité distincte de la société commerciale néo-zélandaise. Le gouvernement australien loue l'installation à CAC le 1er janvier 1921 et l'a rachète en 1927 pour la rebaptiser Small Arms Ammunition Factory No.1 (en) (usine de munitions pour armes de petit calibre n° 1). Cinq autres installations sont brièvement ouvertes pendant la Seconde Guerre mondiale : une nouvelle usine à Footscray (SAAF No. 2), deux autres construites à Hendon (SAAF No. 3 & No. 4), une construite à Rocklea (SAAF No. 5), et une construite à Welshpool (SAAF No. 6). L'installation SAAF n° 1 est finalement fermée en 1945 et est remplacée par l'installation SAAF n° 2 située à proximité. L'installation est aujourd'hui plus connue sous le nom d'Ammunition Factory Footscray (AFF).